# محاكمة كولونيا الشيوعية

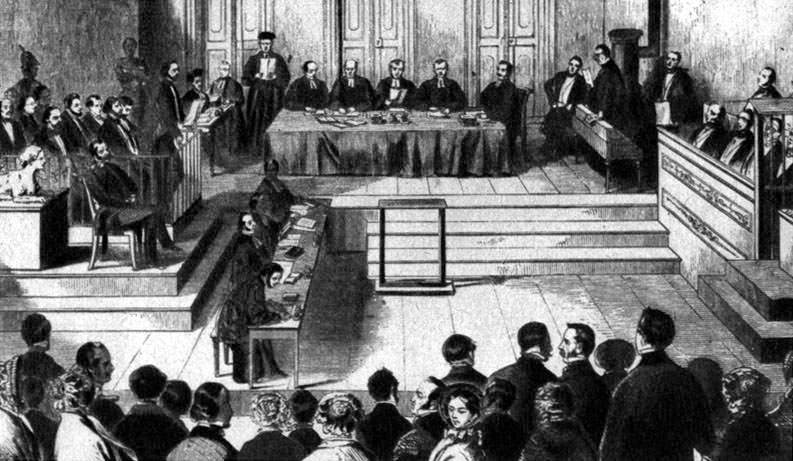
محاكمة كولونيا الشيوعية

محاكمة كولونيا الشيوعية (بالإنجليزية: Cologne Communist Trial) هي محاكمة أجرتها الحكومة البروسية ضد أحد عشر عضواً في العصبة الشيوعية كان يُشتبه في بمشاركتهم في انتفاضة عام 1848. استمرت المحاكمة من 4 أكتوبر إلى 12 نوفمبر 1852، وعندما انتهت حَلَّت العصبة الشيوعية نفسها، وحُكم على سبعة من الأحد عشر بالسجن لمدد تصل إلى ست سنوات.

## الأشخاص الأساسيون

### المدعى عليهم
- هاينريش برجرز [الإنجليزية]
- هيرمان فيلهلم هاوبت [الإنجليزية]
- فريدريك ليسنر [الإنجليزية]
- بيتر نوثجونج [الإنجليزية]

### الأطراف المعنية الأُخرى
- أدولف بيرمباخ [الإنجليزية]